# Schleifbremse

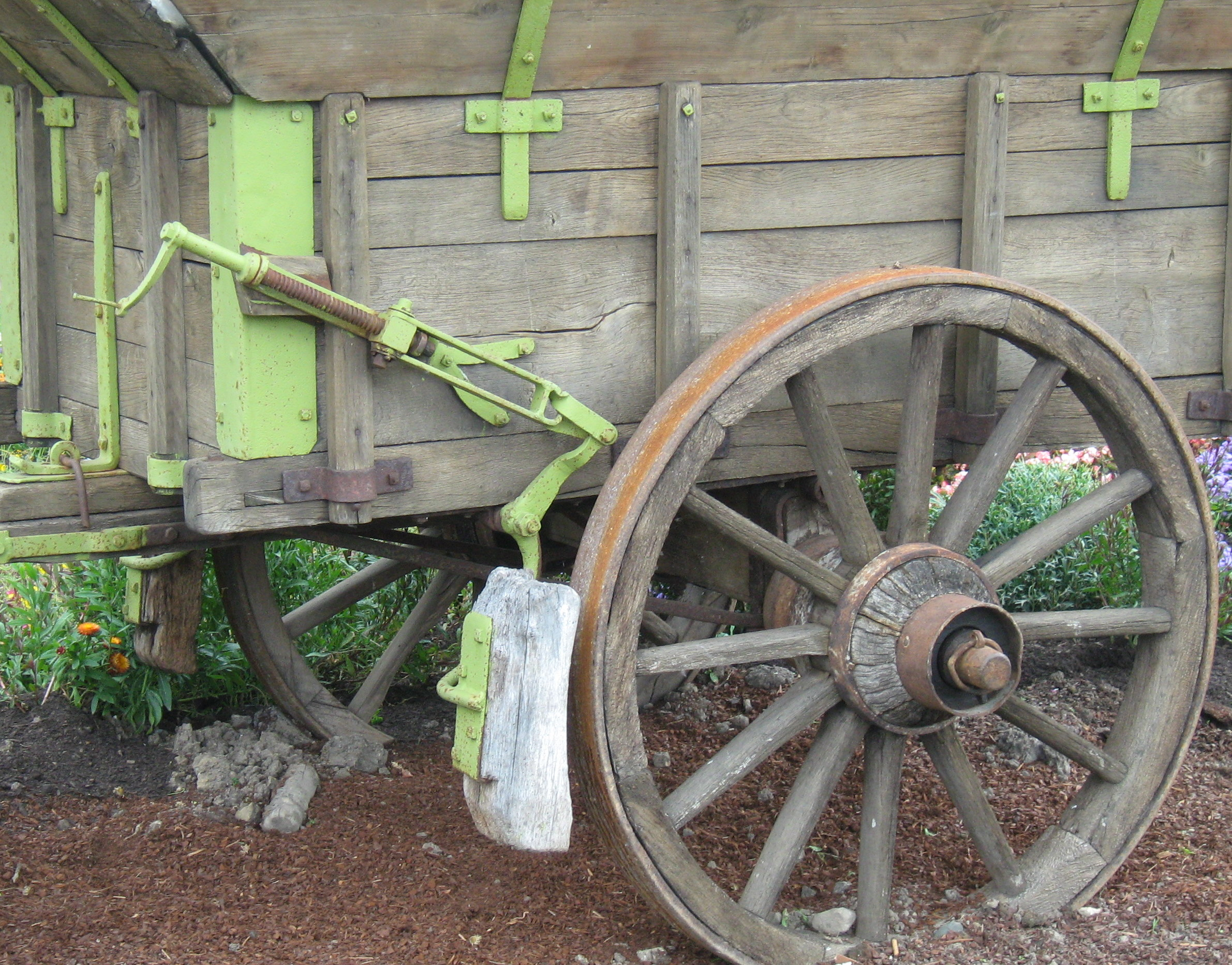
Schleifbremse mit Holz-Bremsklotz

Als Schleifbremse bezeichnet man eine Bremse, bei der ein Bremsklotz direkt auf die Lauffläche eines Rades wirkt.
Das Material des Bremsklotzes wird dabei abhängig vom Material des Rades ausgewählt – so werden für heute kaum mehr übliche Fahrradschleifbremsen Gummiklötze verwendet, für Kutschschleifbremsen historischer Kutschen, die auf eisenbereifte Räder wirken, werden Bremsklötze aus Weichholz wie Pappel oder Fichte verwendet.
In leichten Kutschen, aber auch an großen Schweizer Postkutschen kamen auch Bremsklötze aus Gusseisen zum Einsatz, sie hatten allerdings den Nachteil einer teilweise recht erheblichen Geräuschentwicklung, wie man sie heute auch von älteren Eisenbahnbremsen kennt.
Freiherr Karl von Drais stattete seine Laufmaschine um 1820 mit einer Schleifbremse aus. Um 1850 kamen Klotzbremsen auf (siehe Abbildung).
Schleifbremsen kommen an Fahrzeugen heute nur mehr selten vor. Gängig sind sie aber nach wie vor zum Beispiel in Angeln, wo ein auf der Spule aufliegender Bremsklotz verhindern soll, dass sich die Spule gegen Ende des Wurfes, wenn der Köder langsamer wird, schneller dreht, als die Schnur abläuft. Ebenfalls mit Schleifbremsen ausgestattet sind die meisten Rollatoren und Kofferkulis.